# 凯拉·迪塞略
凯拉·迪塞略（英語：Kayla DiCello，2004年1月25日—），美国女子竞技体操运动员，2021年世界竞技体操锦标赛女子个人全能铜牌得主、2023年世界竞技体操锦标赛女子团体全能金牌得主。